# Zigfrīds Anna Meierovics
Zigfrīds Anna Meierovics (Durbe, 24 de janeiro de 1887 – Tukums, 22 de agosto de 1925) foi um diplomata e político letão que serviu ao país como primeiro-ministro por 2 mandatos durante a primeira metade da década de 1920.

## Filiação partidária
Foi também um dos principais fundadores da União dos Camponeses Letões, o partido político mais antigo da Letônia e que dominou a política nacional até a invasão e anexação do país pela União Soviética em 1940, quando foi banido pelo novo governo letão alinhado às diretrizes de Moscou.

## Morte
Morreu precocemente aos 38 anos, em 1925, vítima de um acidente automobilístico ocasionado pela perda de controle do veículo, que capotou diversas vezes, esmagando violentamente seu pescoço e coluna vertebral, matando-o naquele exato momento.